# Peter Lane, Baron Lane of Horsell
Peter Stewart Lane, Baron Lane of Horsell FCAS (* 29. Januar 1925; † 9. Januar 2009) war ein britischer Politiker (Conservative Party) und Geschäftsmann.

## Leben und Karriere
Lane besuchte die Schule im englischen Sherborne. Als Lieutenant bei der Royal Navy diente er auf den Zerstörern HMS Ripley, HMS Viceroy und HMS Saumarez im Nordatlantik.
Nach Kriegsende kehrte er ins Zivilleben zurück und trat als Wirtschaftsprüfer in die Steuerkanzlei seines Vaters, Lane Scotten, ein, die später mit Binder Hamlyn fusionierte. Dort stieg er zum Seniorpartner auf und blieb dieses von 1979 bis 1992.
Er war als Rechnungsprüfer in zahlreichen Vorstandsgremien tätig. Für mehr als ein Jahrzehnt führte er den Vorsitz bei Websters Publications. Er hatte den Vorsitz bei Opperman Holdings, KMPH Advertising, Rippers, British Electronic Controls, Brent International, Elswick und Automated Security and Attwoods inne, bei letzterer war er Nachfolger von Sir Denis Thatcher.
Lane wurde 1981 zum stellvertretenden Vorsitzenden der National Union der Conservative Party gewählt. Er war Vorsitzender der National Union von 1986 bis 1991. Sein Vorsitz begann mit Befürchtungen, dass die 7.000 Mitglieder zählende Anglo-Asian Conservative Society von militanten Sikh-Separatisten infiltriert sei. Lane schlug ein „One Nation Forum“ vor, welches alle Ethnien umfassen sollte. 1983 führte er den Vorsitz der Parteikonferenz in der denkwürdigen Sitzung, bei der Cecil Parkinson zurücktrat.
1984 wurde er zum Knight Bachelor geschlagen. Am 17. Juli 1990 wurde er als Baron Lane of Horsell, of Woking in the County of Surrey, zum Life Peer ernannt.
Später war er auch Vorsitzender des Action for Addiction von 1991 bis 1994 und des Nuffield Hospital von 1993 bis 1996 und hatte mehrere Funktionen als Direktor inne.
Lane starb am 9. Januar 2009 im Alter von 83 Jahren.

## Familie
Lane heiratete 1951 Doris Botsford, die 1969 starb. Seine beiden Töchter überlebten ihn. Die ältere, Rosalie, ist mit Lord Trefgarne verheiratet.